# Пожизненный приговор
«Пожизненный приговор», или «Приговор к жизни» (англ. Life Sentence) — американский телесериал с Люси Хейл в главной роли. Премьера сериала состоялась 7 марта 2018 года на телеканале The CW. Сериал завершился 15 июня 2018.
8 мая 2018 года стало известно о закрытии сериала после первого сезона.

## Сюжет
Когда Стелла узнает, что ее рак вылечен, ей нужно научиться жить со всеми выборами, которые она сделала, когда она решила «жить так, как будто она умирает». Когда она приспосабливается к своему миру после рака, она узнает, как ее муж и семья должны также заниматься саморазрушительным выбором, который они сделали, чтобы помочь Стелле наслаждаться тем, что, по их мнению, было ее последними годами.

## В ролях

### Основной состав
- Люси Хейл — Стелла Эббот
- Эллиот Найт — Уэс Чарльз
- Джейсон Блэр — Эйден Эббот
- Брук Лайонс — Элизабет Эббот-Рохас
- Джиллиан Вигмэн — Ида Эббот
- Карлос ПенаВега — Диего Рохас
- Дилан Уолш — Пол Эббот

### Второстепенный состав
- Анна Энгер — Хелена Чанг, врач Стеллы.
- Клаудия Рокафорт — Поппи, бывшая подружка Иды и крестная Стеллы.
- Доминик Лаки Мартелл — Фиона Эббот Рохас, дочь Элизабет и Диего.
- Себастьян Варгас — Фрэнк Эббот Рохас, сын Элизабет и Диего.
- Алишия Окс — Марлен
- Шеннон Чан-Кент — Финли
- Линдсей Максвелл — Дэниз
- Райли Смит — доктор Уилл Грант, онколог, питающий слабость к своим пациентам.
- Бри Блэр — Лорен
- Рана Рой — Пиппа, бывшая невеста Уэса.
- Алисса Диас — Кайла, подруга и коллега Эйдена.
- Валери Крус — Джина, босс Диего и любовный интерес Питера.

## Производство

### Разработка
10 мая 2017 года The CW официально заказал первый сезон сериала. В августе 2017 года Хейл объявила, что премьера состоится в январе 2018 года, однако позже премьера была сдвинута на весну того же года.

### Съёмки
Съёмки пилотного эпизода проходили с 15 марта по 31 марта 2017 года в Атланте, штат Джорджия. Потом съёмки перенесли в Ванкувер. Производство началось 9 августа 2017 года и завершилось 12 января 2018 года.

## Отзывы критиков
На сайте-агрегаторе Rotten Tomatoes сериал держит 35% «свежести» на основе 17-ти рецензий со средним рейтингом 4,59/10. Критический консенсус сайта гласит: «Сериал „Пожизненный приговор“ избегает затрагивать серьёзные темы о болезни, делая ставку на приевшуюся слащавость». На Metacritic шоу получило 49 баллов из ста, что основано на 12-ти «смешанных и средних» отзывах.